# Солдатов, Игорь Борисович
Игорь Борисович Солда́тов (1923—1998) — доктор медицинских наук, профессор, академик Академии медицинских наук СССР (1978). Герой Социалистического Труда (1990).
Тридцать семь лет Игорь Борисович руководил кафедрой оториноларингологии и клиникой болезней уха, носа и горла Самарского государственного медицинского института (ныне университета).

## Биография
Родился 20 марта 1923 года в крымском городе Симферополе в семье медиков.
В 1940 году, выдержав конкурс 72 человека на место, Солдатов поступил в Военно-морскую медицинскую академию в Ленинграде.
Игорь Борисович участвовал в Великой Отечественной войне, был командиром пулемётного взвода морской пехоты на Ленинградском фронте, совершал переход через Ладожское озеро по Дороге жизни, воевал в действующей Каспийской дивизии на канонерской лодке фельдшером-стажером.
После блестящего окончания академии — адъюнктура, защита кандидатской, а затем докторской диссертации, служба в Военно-медицинской академии.
Приехал по приглашению руководства Медицинского института в Куйбышев из Ленинграда уже будучи доктором медицинских наук, в звании подполковника. За плечами было двадцать лет военно-морской службы.
В возрасте тридцати восьми лет был избран по конкурсу на заведование кафедрой и клиникой. Назначен главным оториноларингологом Куйбышевской области, занимал эту должность 36 лет. Принимал непосредственное участие в организации и проведении в Куйбышеве II Всероссийского съезда оториноларингологов (1967), I Всесоюзной конференции по детской оториноларингологии (1979), создании Межобластного центра по слуховосстанавливающим операциям, Всероссийской школы передового опыта по организации оториноларингологической помощи детям.
И. Б. Солдатовым подготовлено 75 докторов и кандидатов медицинских наук, им и его учениками опубликовано около 1500 научных трудов, издано пятнадцать монографий, пять монотематических сборников, более сорока методических писем, рекомендаций и указаний.
Умер 25 марта 1998 года. Похоронен в Самаре на кладбище «Рубёжное».

## Награды
- Герой Социалистического Труда — Указом № 351 Президента СССР Михаила Сергеевич Горбачёва «О присвоении звания Героя Социалистического Труда тов. Солдатову И. Б.» от 9 июля 1990 года «за значительный вклад в развитие медицинской науки и подготовку высококвалифицированных специалистов»[3].
- Награждён двумя орденами Ленина, орденами Трудового Красного Знамени, Красной Звезды, Отечественной войны 2 степени, многими медалями.
- Почётный гражданин Самары (1993)[4].
- Биография и портрет И. Б. Солдатова напечатаны в изданиях Международного биографического центра в Кембридже (1996) и Американским биографическим институтом в Северной Каролине (1997), в биографических справочниках «500 выдающихся людей планеты»[1]